# Praha-Strašnice zastávka
Praha-Strašnice zastávka egy csehországi vasútállomás, Prágában.

## Megközelítés helyi közlekedéssel
- Busz:  188, 196, 901, 906, 909
- Villamos:  22, 26, 91, 97, 99
- Vonat:   S9

## Vasútvonalak
Az állomást az alábbi vasútvonalak érintik:
- Prága–Benešov u Prahy-vasútvonal

## Szomszédos állomások
A vasútállomáshoz az alábbi állomások vannak a legközelebb:
- Praha-Vršovice
- Praha-Hostivař